# Sesleria araratica
Sesleria araratica là một loài thực vật có hoa trong họ Hòa thảo. Loài này được Kit Tan miêu tả khoa học đầu tiên năm 1985.